# Renato Scarpa
Renato Scarpa (ur. 14 września 1939 w Mediolanie, zm. 30 grudnia 2021 w Rzymie) – włoski aktor filmowy i telewizyjny. W swojej trwającej pół wieku karierze wystąpił w 85 filmach.
Zmarł 30 grudnia 2021 roku w wieku 82 lat w Rzymie.

## Filmografia
- 1969: Pod znakiem Skorpiona
- 1971: W imię ojca, jako Pater Corazza
- 1972: Święty Michał miał koguta, jako Battistrada
- 1973: Giordano Bruno, jako Fra Tragagliolo
- 1973: Nie oglądaj się teraz, jako inspektor Longhi
- 1974: Włochy: Rok Pierwszy, jako jezuita
- 1974: Policjantka
- 1974: Miłość bywa zbrodnią
- 1975: Mesjasz, jako brat Heroda
- 1975: Platfus w Hong-Kongu, jako inspektor Morabito
- 1977: Pomiędzy dobrem i złem, jako psychiatra
- 1977: Odgłosy, jako prof. Verdegast
- 1977: Szaleństwo małego człowieka, jako Prete
- 1979: Pistolet, jako Giuliano
- 1980: Mężczyzna lub nie-mężczyzna, jako Cane Nero
- 1980: Zabawa jest cudowna, jako Sergio
- 1982: Na własny rachunek
- 1983: Benvenuta, jako dziennikarz
- 1984: Tak mówił Bellavista, jako dr. r Cazzaniga
- 1987: Lato się kończy, jako Biacciconi
- 1987: W cieniu zbrodni, jako Enrico Pozzi
- 1987: Julia i Julia, jako inspektor policji
- 1991: Fatalna pomyłka, jako Carlo
- 1991: Zawodowe tajemnice dr Apfelglück, jako Michel Martinelli
- 1993: Abraham, jako król Sodomy
- 1993: Stefano Quantestorie, jako ojciec Stefano
- 1994: Listonosz, jako telegrafista
- 1995: Józef, jako Baker
- 1997: Na ostrzu szpady, jako Paolo
- 1997: Grób Roseanny, jako doktor Sergio Benvenuto
- 1999: Utalentowany pan Ripley, jako krawiec
- 1999: Estera, jako Eunuch
- 2000: W poszukiwaniu błękitu Azzurro, jako Giorgio
- 2001: Pokój syna, jako dyrektor
- 2004: Wirginia, mniszka z Monzy, jako Monsignor Ripamonti
- 2008: Marcello Marcello, jako Don Tommaso
- 2010: Turysta, jako krawiec Arturo
- 2011: Siostra Pascalina. Kobieta w Watykanie, jako papież Pius XI
- 2011: Bohaterowie z przypadku, jako generał Corradi
- 2011: Habemus Papam: mamy papieża, jako kardynał Gregori
- 2012: Diaz, jako Anselmo Vitali
- 2013: Niech żyje wolność, jako Arrighi
- 2015: Moja matka, jako Luciano
- 2015: Pentameron, jako Golibroda
- 2017: Manuel, jako Attilio
- 2019: Dwóch papieży, jako Kamerling
- 2019: Jutro wstanie nowy dzień, jako dyrektor teatru